# نمودار ساقه‌وبرگ

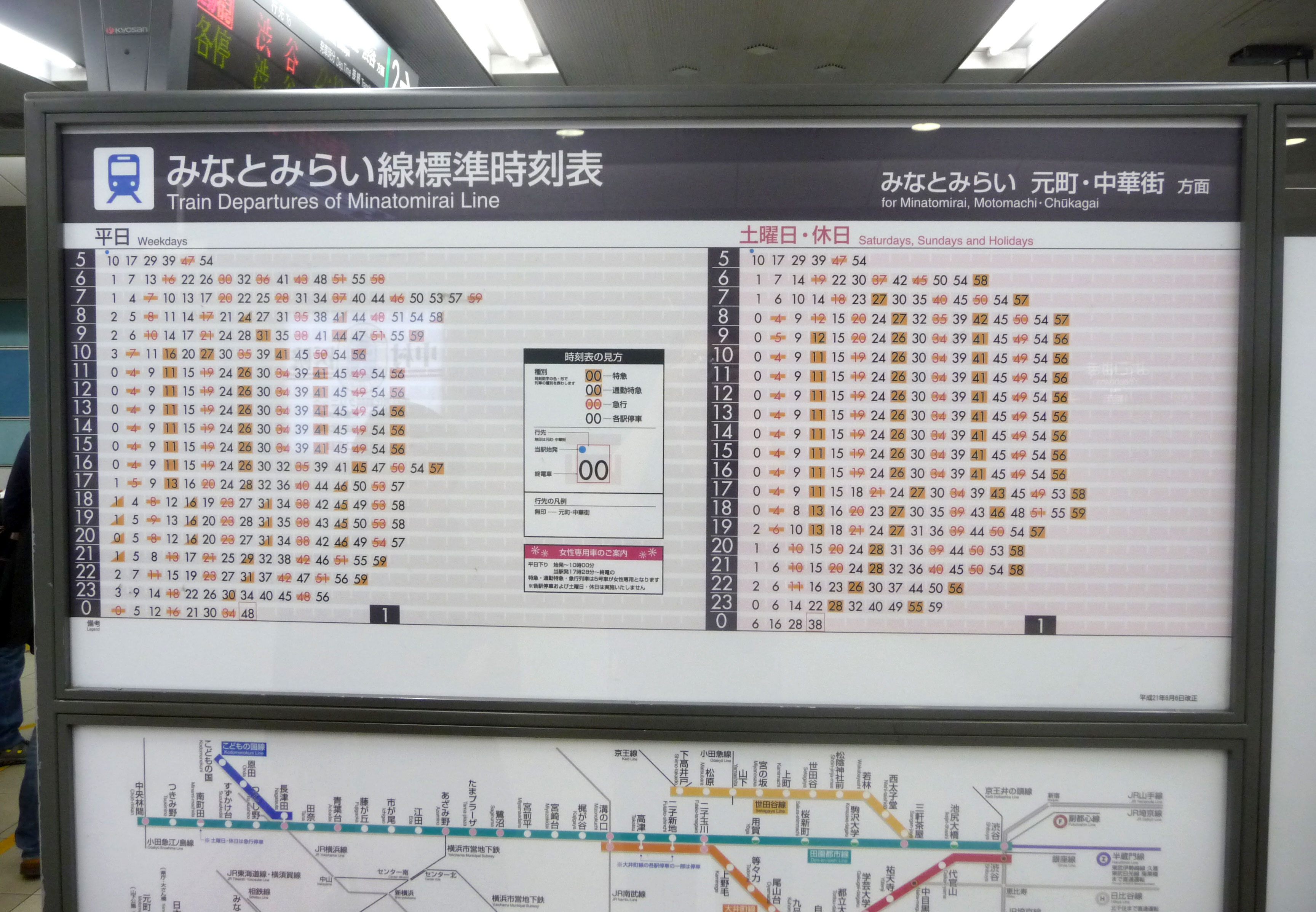
جدول زمانی رسم‌شده با استفاده از یک نمودار ساقه و برگ در ایستگاه قطار میناتو میرای در یوکوهاما، ژاپن. این یک روش رایج طراحی در این کشور است.

نمودار ساقه‌وبرگ یکی از نمودارهای آماری و شبیه به هیستوگرام است که برای داده‌نمایی داده‌های کمی به کار می‌رود تا به تصویرسازی از شکل توزیع احتمال کمک کند. این نمودارها در تحلیل کاوشی داده‌ها مفید هستند.
بر خلاف هیستوگرام‌ها، نمودارهای ساقه و برگ اصل داده‌ها را دست کم تا دو رقم حفظ می‌کنند.

## ساختار
یک نمودار ساقه و برگ ساده شامل دو ستون که با استفاده از یک خط عمومی جدا شده‌اند می‌شود. ستون سمت چپ ساقه‌ها و ستون سمت راست برگ‌ها را در بر می‌گیرد.
ابتدا داده‌های حاصل از مشاهده را از کم به زیاد مرتب می‌کنند. برای نمونه داده‌های زیر مرتب شده‌اند:
```
۴۴ ۴۶ ۴۷ ۴۹ ۶۳ ۶۴ ۶۶ ۶۸ ۶۸ ۷۲ ۷۲ ۷۵ ۷۶ ۸۱ ۸۴ ۸۸ ۱۰۶
```

سپس باید تصمیم گرفت که کدام بخش از اعداد را ساقه و کدام بخش را برگ در نظر بگیریم. معمولاً آخرین رقم هر عدد را برگ، و همهٔ رقم‌های باقی‌مانده را ساقه در نظر می‌گیرند. اگر داده‌ها عددهای خیلی بزرگی باشند ممکن است آن‌ها را تا حد معینی (مثلاً تا صدگان) گرد کنند. در نمونهٔ بالا برگ‌ها را رقم یکان و ساقه را رقم دهگان در نظر می‌گیرم. در هنگام رسم، ساقه‌ها را (بدون پرش از روی عددها) در ستونشان می‌نویسیم و سپس برگ‌ها را در برابر ساقهٔ خودشان و به ترتیب از کم به زیاد قرار می‌دهیم.
```
 ۴ | ۴ ۶ ۷ ۹
 ۵ |
 ۶ | ۳ ۴ ۶ ۸ ۸
 ۷ | ۲ ۲ ۵ ۶
 ۸ | ۱ ۴ ۸
 ۹ |
۱۰ | ۶
کلید: ۳|۶=۶۳
یکای برگ: ۱٫۰
یکای ساقه: ۱۰٫۰
```

## تاریخچه
نمودارهای ساقه و برگ حالت تکامل‌یافتهٔ اثر آرتور بولی در اوایل دههٔ ۱۹۰۰ هستند. استفاده از آن‌ها در دههٔ ۱۹۸۰ و پس از انتشار تحلیل کاوشی داده‌ها اثر جان توکی در سال ۱۹۷۷ عمومی شد. پرطرفدار بودن این شیوهٔ نمایش داده در آن زمان به سبب استفاده از سبک مونواسپیس در هنگام نگارش نسبت داده می‌شود زیرا امکان تولید سادهٔ این نگاره‌ها با فناوری رایانه‌ای آن زمان وجود داشت. با ظهور توانایی‌های گرافیکی برتر رایانه‌های نوین این روش کمتر استفاده می‌شود.

## کاربرد
نمودارهای ساقه و برگ برای نمایش چگالی نسبی و شکل داده‌ها مفید هستند و به خواننده یک دید سریع از توزیع می‌دهند. این نمودارهای بیشتر داده‌های عددی خام را حفظ می‌کنند. همچنین برای نمایش دادن داده پرت و یافتن مد کاربرد دارند.
با این وجود نمودارهای ساقه و برگ تنها برای نمایش مجموعه‌داده‌هایی با اندازهٔ نه چندان زیاد یا کم مناسبند (تقریباً ۱۵ تا ۱۵۰ نقطه). اگر مجموعه‌داده خیلی کوچک باشد، این نمودار کاربرد زیادی نخواهد داشت؛ چراکه به تعداد مناسبی نقطهٔ داده برای مشخص‌شدن خواص توزیع نیاز است. برای چنین داده‌هایی نمودار نقطه‌ای ممکن است مناسب‌تر باشد. اگر مجموعه‌داده خیلی بزرگ باشد، نمودار بسیار به‌هم‌ریخته خواهد شد زیرا نقاط داده باید به صورت عددی مشخص شوند. در این موارد استفاده از نمودار جعبه‌ای یا هیستوگرام ممکن است مناسب‌تر باشد.
ساده‌شدن تولید هیستوگرام‌ها در رایانه‌های امروزی باعث شده است که نمودارهای ساقه و برگ، نسبت به دههٔ ۱۹۸۰ میلادی که در آن به عنوان روشی سریع برای نمایش داده‌ها به صورت گرافیکی و دستی معرفی شدند، کمتر مورد استفاده قرار گیرند.

## واژه‌نامه
1. ↑  Exploratory data analysis